# Fillmore (Illinois)
Pour les articles homonymes, voir Fillmore.
Fillmore est un village situé au sud-est du comté de Montgomery dans l'Illinois, aux États-Unis,. Il est incorporé le 29 juin 1894.

## Démographie
Lors du recensement de 2010, le village comptait une population de 330 habitants. Elle est estimée, en 2016, à 316 habitants.

### Source de la traduction
- (en) Cet article est partiellement ou en totalité issu de l’article de Wikipédia en anglais intitulé « Fillmore, Illinois » (voir la liste des auteurs).